# 아르켄스톤
아르켄스톤(Arkenstone)은 존 로널드 로웰 톨킨의 소설 호빗에 등장하는 돌이다. 난쟁이들의 도시 에레보르에서 발견되어 당시의 에레보르의 왕이었던 스로르가 소유하게 된다. 하지만 스마우그가 에레보르를 빼앗으면서 그의 소유로 넘어간다. 호빗에서 빌보 배긴스가 난쟁이들과의 모험 막바지에 찾아 주머니에 숨겨둔다. 소린은 아르켄스톤을 찾으려 안달이 됐지만, 빌보 배긴스가 아닌 다른 난쟁이가 가지고 숨겨둔 것으로 생각하였다. 후에 스란두일과 소린의 전쟁에서 빌보 배긴스가 아르켄스톤을 스란두일에게 바쳐 전쟁을 멈추려 하지만 소린은 분노하여 그의 사촌을 불러들여 전쟁을 시작한다. 하지만 오크들이 쳐들어와 전쟁의 양상은 바뀐다.